# JaDoX
A JaDox egy olyan elektronikus könyvtári rendszer, mely egy önállóan is jól működő nyílt forráskódú szoftvercsomag. Ezen kívül a HunTéka moduljának szerepét is betölti, valamint a Qulto integrált könyvtári rendszernek is része. Fő feladata, hogy megkönnyítse a digitalizálási munkák elvégzését, valamint segítséget nyújt a szabványos tárolás és az interneten való dokumentum közzététel terén.
A JaDoX 2005-ben a HunTéka integrált könyvtári rendszer része lett. Itt az alapvető korrektúrázási, szöveg feldolgozási, tárolási és közzétételi funkciókat látja el. Ezekről a funkciókról a 2005-ös Networkshop-on adtak bővebb tájékoztatást a program létrehozói.

## Technológia
A JaDoX legutolsó verziója a 3.0. Számos dokumentumtípust támogat, például: JPEG, PNG, PDF, Doc, stb. A médiaszerveren tárolhatók videó- és hangfájlok, biztosítja a felhasználók és a gyűjtemények kezelését. Lehetőség van képeslap, ajánló és elektronikus dokumentum küldésére is.
A JaDox technológiájának alapja egy nyílt forráskódú, független és ingyenes adatbázis-kezelő szoftverre épül. Ez a relációs adatbázis-kezelő szoftver a PostgreSQL RDBMS. Ezen felül a rendszer magában foglal platformfüggetlen JAVA alkalmazásokat is. Ezek az alkalmazások egy JaDoX szerver, egy JaDoX szerkesztő, egy szabadon formázható és alakítható web-felület, valamint egy import-alkalmazás nagy mennyiségű offline adatok betöltéshez.
A digitalizálási folyamatban a JaDoX több ponton is segítséget nyújthat. Ezek a lépések a korrektúra, import, feldolgozás, tárolás és a közzététel, ami állhat a keresésből, böngészésből, és az egyéb rendszerekhez való kapcsolódásból.
A korrektúrázási feladatokat akár egy tetszőleges szövegszerkesztő alkalmazással is megoldhatjuk, de lehetőségünk van használni a JaDoX által felkínált editor alkalmazást is.
A digitális dokumentumokat is kétféle módon importálhatjuk a programba. Az egyik lehetőség a szerver oldali import, ami egy nevezéktan alapján történő tömeges import, továbbá lehetőségünk van a szerkesztői felületen az import menüpont segítségével közvetlen adatbetöltésre.
Feldolgozáskor lehetőségünk van megadni a dokumentum metaadatait Dublin Core segítségével. Ezeket az adatokat tetszőleges csoportokba rendezhetjük, például fastruktúrába. Valamint egy általunk szerkesztett dokumentumtípus-definíció (DTD) szerint strukturálhatjuk a szöveges állományokat, ami annyit tesz, hogy tetszőleges mélységben készíthetünk tag-eket, akár több körben is. Ha a DTD állományunkat megfelelően alakítottunk ki, akár arra is van lehetőségünk, hogy a tartalomjegyzék önállóan generálódjon a megadott tag-ek alapján.
A JaDoX a dokumentumokat relációs adatbázisban tárolja a JaDoX szerverein. Erre a célra egy olyan adatmodellt használ, mely teljesen független a DTD-től. Emellett a rendszer tárolja a XML dokumentumot is.
Az webes felületen való közzététel automatikusan történik, és JSP oldalakból áll. A dokumentumok egy RDBMS–XML–XSL–HTML transzformáción mennek keresztül, mielőtt megjelennek a weboldalon. A webes felületen lehetőségünk van keresésre, böngészésre. A találatokat megjeleníthetjük például a folyóiratok esetében cikk alapján, a könyvek esetében pedig oldal alapján is. Lehetőségünk van arra, hogy a dokumentumokat szöveges, képi, illetve PDF formátumban letöltsük, és ezek az opciók bővíthetők.

## Fejlesztések
A dokumentumok hosszútávú azonosítása érdekében a JaDoX rendszerébe bevezetésre került az URN-NBN kódok támogatása.
A szabványos szövegfeldolgozások mellett az alap funkciók kibővítésével már lehetőség van egyéb szöveges és bináris dokumentumok kezelésére is.
A fejlesztések révén lehetővé vált a hierarchikus dokumentum minden szintjén szabadon definiálható DTD-k használatára.
A fentiek mellett a felhasználók visszajelzésére alapozva lehetőség van a tömeges csak képalapú archiválásra is.

## Kapcsolat más rendszerekkel
A JaDoX szerverek kapcsolatban állnak az OAI-PMH begyűjtő protokollon keresztül más adatbázisokkal, ilyen például az NDA. A HunTéka OPAC modulján keresztül más adattárakhoz is kapcsolódhatunk a JaDoX segítségével.